# Hrabstwo Josephine
Hrabstwo Josephine (ang. Josephine County) – hrabstwo w stanie Oregon w Stanach Zjednoczonych. Obszar całkowity hrabstwa obejmuje powierzchnię 1641,63 mil² (4251,8 km²). Według szacunków United States Census Bureau w roku 2009 miało 81 026 mieszkańców.
Hrabstwo powstało w 1856 roku. 

## Miasta[4]
- Cave Junction
- Grants Pass

## CDP[4]
- Kerby
- Merlin
- New Hope
- O’Brien
- Redwood
- Selma
- Takilma
- Williams